# Bodecentrum
Het bodecentrum was een stedelijke voorziening, bedoeld om op één plaats de bodediensten van verschillende firma's samen te brengen. Deze verzorgden op afroep kleinere goederentransporten naar meerdere adressen per rit. Het centrum was een overslagpunt. Het is te vergelijken met een overslagpunt van een moderne goederenexpressedienst.